# Europapa
Az Europapa a holland Joost Klein dala, mellyel Hollandiát képviselte a 2024-es Eurovíziós Dalfesztiválon Malmőben. A dal belső kiválasztás során nyerte el a dalversenyen való indulás jogát.

## Eurovíziós Dalfesztivál
2023. december 11-én az AVROTROS bejelentette, hogy az énekes képviseli az országot az Eurovíziós Dalfesztiválon. A dalt a videoklippel együtt 2024. február 29-én mutatták be.
A dalt először a május 9-én rendezendő második elődöntőben fellépési sorrendben tizenhatodikként, utolsóként adták elő, a Norvégiát képviselő Gåte Ulveham című dala után. Az elődöntőből továbbjutott a május 11-i döntőbe, ahol fellépési sorrendben ötödikként lépett volna fel, a Luxemburgot képviselő Tali Fighter című dala után és az Izraelt képviselő Eden Golan Hurricane című dala előtt, azonban május 11-én délután az EBU bejelentette, hogy kizárták az előadót a versenyből, mivel a második elődöntőt követően bántalmazta a svéd szervezői csapat egyik tagját. Az EBU 2024. május 14-én így fogalmazott az eset kapcsán sajtóközleményében:

„Joost Klein holland énekest kizárták az idei Eurovíziós Dalfesztivál döntőjéből, mert fenyegetőző magatartást tanúsított a műsort szervező stáb egyik női tagjával szemben. A svéd rendőrség kivizsgálta a bűncselekményt, az ügyet hamarosan gyorsított eljárásban átadják az ügyészségnek.
Klein magatartása egyértelműen megsértette a versenyszabályokat, amelyek célja az összes alkalmazott biztonságos munkakörnyezetének biztosítása és a produkció védelme. Nem ítéljük meg előre a jogi eljárást, de tekintettel a történtekre, nem lett volna helyénvaló, hogy Klein részt vegyen a döntőben.
A kizárásáról szóló döntést a verseny irányító testülete – az Eurovíziós Dalfesztivál Referenciacsoportja – támogatta, és egy alapos belső vizsgálatot követően az EBU igazgatósága is egyhangúlag ugyanerre a döntésre jutott.
A történések közösségi médiában közzétett változata nem egyezik a munkatársak és a szemtanúk által velünk és a svéd rendőrséggel megosztott kijelentésekkel. Az ügy azonban jogi eljárás tárgyát képezi, és ebben a szakaszban nem tudunk többet hozzátenni.
Zéró toleranciát követünk a rendezvényeinken a helytelen viselkedéssel szemben, és mindig megtesszük a szükséges lépéseket a személyzetet érő fenyegetések kezelésére – függetlenül attól, hogy kitől származnak.”

– EBU Sajtóközlemény

A következő holland induló Claude C’est la vie című dala volt a 2025-ös Eurovíziós Dalfesztiválon.

## A dal háttere
A dal egyfajta tisztelgés Joost édesapja előtt. A dalon keresztül bemutatja, hogy nincs határa annak, ha valaki szeretné megvalósítani álmait és elmesélni a történetét. A dallam a melankólia és a boldogság őrült keveréke, költői szövegekkel és fülbemászó ütemekkel, amelyekről Joost híressé vált.
Az Europapa egy árváról szól, aki beutazza Európát (és azon túl), hogy megtalálja önmagát és elmesélje történetét. Eleinte az emberek nem ismerik fel, de továbbra is megragad minden alkalmat, hogy láthassa magát. Az Europapa tisztelgés édesapám előtt. Amikor felnevelt, egy kiterjedt világnézetet adott át nekem.

## Dalszöveg
| Bezoek m’n friends in France Of neem de benen naar Wenen Ik wil weg uit Netherlands maar m’n paspoort is verdwenen Heb gelukkig geen visum nodig Om bij je te zijn Dus neem de bus naar Polen Of de trein naar Berlijn – A dal első refrénje hollandul | Meglátogatom a barátaimat Franciaországban Vagy hosszasan sétálgatok Bécsben El akarom hagyni Hollandiát De eltűnt az útlevelem Szerencsére nincs szükségem vízumra Hogy veled lehessek Szóval felszállok egy buszra Lengyelországba Vagy egy vonatra Berlinbe – A dal első refrénje magyarul |